# Glyceria septentrionalis
Glyceria septentrionalis är en gräsart som beskrevs av Albert Spear Hitchcock. Glyceria septentrionalis ingår i släktet glycerior, och familjen gräs. Inga underarter finns listade i Catalogue of Life.